# Virola mollissima
Virola mollissima là một loài thực vật có hoa trong họ Myristicaceae. Loài này được (Poepp. ex A. DC.) Warb. miêu tả khoa học đầu tiên năm 1897.